# D-arabinosio 1-deidrogenasi
La D-arabinosio 1-deidrogenasi è un enzima appartenente alla classe delle ossidoreduttasi, che catalizza la seguente reazione:
D-arabinosio + NAD+ ⇄ D-arabinono-1,4-lattone + NADH + H+